# لیندی (نبراسکا)
لیندی(به انگلیسی: Lindy) شهری در ایالت نبراسکا کشور ایالات متحده آمریکا است که جمعیت آن در سرشماری سال ۲۰۱۰ میلادی، ۱۳ نفر بوده‌است.